# Combat Mission: Shock Force
Combat Mission: Shock Force là tựa game chiến thuật thời gian thực thuộc dòng Combat Mission nói về sự kiện hư cấu là nước Mỹ xâm lược Syria, tập trung vào lữ đoàn Stryker của quân đội Mỹ. Trò chơi được phát hành vào ngày 27 tháng 7 năm 2007, đánh dấu sự ra mắt của game engine CMX2, thế hệ thứ hai của các phiên bản Combat Mission.

## Tổng quan
Shock Force miêu tả các trận đánh hư cấu vào năm 2008 giữa quân đội Syria và Lữ đoàn Stryker của Mỹ. Đây là bản đầu tiên tái hiện lại dòng game Combat Mission của Battlefront.com nhờ sử dụng game engine mới tên là CMX2. Shock Force có đồ họa cải tiến và mô hình 3D. Mô hình bộ binh có tỉ lệ 1:1, mỗi người lính được mô tả trong thế giới 3D bằng diễn hoạt đồ hoạ của riêng nó. Bộ engine mới còn có những điều kiện ánh sáng thế giới thực, và các mô hình mặt trời và các vị trí sao trên bầu trời. Bộ engine này cho phép chơi game trong thời gian thực ngoài định dạng gia tăng 60 giây đã được thiết lập.
Mỗi kịch bản trong game bao gồm các lực lượng được lấy từ các đơn vị quân chính quy của Mỹ và Syria sử dụng trang thiết bị đến từ các nước thuộc Liên Xô cũ như súng AK-47 và tăng T-72, với các màn kịch bản kiểu như "xanh vs. xanh" và "đỏ vs. đỏ". Các đơn vị thuộc phe "Nổi dậy" có sẵn dưới dạng lựa chọn phụ, đại diện cho lực lượng du kích có thành phần là dân chúng Syria.

## Nội dung
Trò chơi được vận chuyển trong một hộp đựng đồ trang sức với một đĩa DVD-ROM và một cuốn sách in phần hướng dẫn. Phiên bản đặc biệt "Special Edition" được vận chuyển kèm theo một tấm áp phích đầy đủ màu sắc của Syria với các đơn vị được sắp đặt trong cuộc xâm lược hư cấu từ chiến dịch "Task Force Thunder" được đánh dấu trên đó, cũng như một tấm lót chuột in hình ngẫu nhiên.
Nội dung trò chơi bao gồm một chiến dịch của một số kịch bản được liên kết, các kịch bản được tạo sẵn ("trận chiến"), và những tấm bản đồ dành cho hệ thống "Quick Battle" (trận chiến nhanh) cho phép phát ngẫu nhiên ở chế độ chơi một hoặc hai người chơi. Trò chơi được vận chuyển kèm theo công cụ tạo màn chơi kịch bản và bản đồ hoạt động đầy đủ cũng như một công cụ tạo phần chơi chiến dịch.

## Đón nhận
Shock Force nhìn chung đều nhận sự chỉ trích từ các trang đánh giá và giới bình luận chủ đạo, bao gồm PC Gamer và Tom Chick, người xấp hạng game chỉ ở mức dưới 50%. Phần đánh giá của GameSpot là 4.5 (trên 10) bắt đầu bằng dòng chữ "Combat Mission nói lời tạm biệt với Thế chiến II, nhưng xin chào với một giao diện ngớ ngẩn, AI vỡ vụn và hình ảnh gớm ghiếc."  IGN đã nhận xét Shock Force và lưu ý rằng "thiết kế giao diện người dùng nghèo nàn và thiếu một AI linh hoạt hoặc dễ đáp ứng khiến nó rất khó nhận được sự đánh giá cao." Phần đánh giá về sự mở rộng mô-đun này ghi nhận rằng ngay cả sau 10 bản vá lỗi, trò chơi "vẫn có thể gây ra những trở ngại đáng kể cho việc thưởng thức, kể cả đối với fan hâm mộ Combat Mission hăng hái nhất."
GamingShogun đã đưa ra lời nhận xét một phiên bản sau của trò chơi sau nhiều bản vá lỗi và tuyên bố nó là "một trong những tựa game mô phỏng chiến đấu thú vị nhất" mà họ từng chơi, chấm số điểm là 8.4/10. Điểm đánh giá của GameSpot vào tháng 7 năm 2010 là 6.7, đạt thứ hạng trung bình từ 13 người bình luận khác.

## Bản mở rộng

### Marines
Một bản mở rộng gọi là Combat Mission: Shock Force - Marines được phát hành vào ngày 26 tháng 9 năm 2008 và được bán thông qua trang web của Battlefront, cần cài bản đầu Combat Mission: Shock Force mới có thể chơi được. Mô-đun này được bày bán thông qua việc tải trực tiếp, đĩa game, hoặc cả hai, và bao gồm bản vá mới nhất dành cho bản chính Shock Force, còn được cung cấp qua phương thức tải miễn phí dành cho tất cả các khách hàng không thuộc Thủy quân lục chiến và các tác phẩm không có mô-đun này dành cho chủ sở hữu bản game chính. Nội dung của Marines bao gồm số lượng đơn vị quân được gia tăng, 15 kịch bản độc lập, 14 màn chiến dịch, và 25 bản đồ mới của phần chơi Quick Battle. Các đơn vị quân mới đại diện cho Thủy quân lục chiến Hoa Kỳ (United States Marine Corps) và lực lượng Nhảy dù Syria (Syrian Airborne Troops), cũng như các đơn vị quân chính quy Syria như tăng T-90.
IGN chấm cho Marines ở mức 6.5/10 và tuyên bố rằng trò chơi được "cải tiến một chút."

### British Forces
Một mô-đun mở rộng thứ hai được phát hành vào tháng 8 năm 2009, đưa quân đội Anh đến chiến trường Syria. Mô-đun mới này giới thiệu các đơn vị, khí tài và vũ khí hiện đang được quân đội Anh sử dụng, như xe tăng Challenger 2 và Warrior IFV, và còn gồm cả IBCT của Mỹ. Thêm vào một chiến dịch mới từ góc nhìn của quân Anh, và các kịch bản độc lập mới. Có những thay đổi nhỏ ở phe Syria, và các bản vá lỗi của phần này dành cho phiên bản 1.20.

### NATO
Một mô-đun mở rộng thứ ba đã được công bố vào ngày 13 tháng 5 năm 2010. Mô-đun này giới thiệu phe NATO và Liên quân, đặc biệt là quân đội Đức, Canada và Hà Lan.